# اقتصاد تايلاند

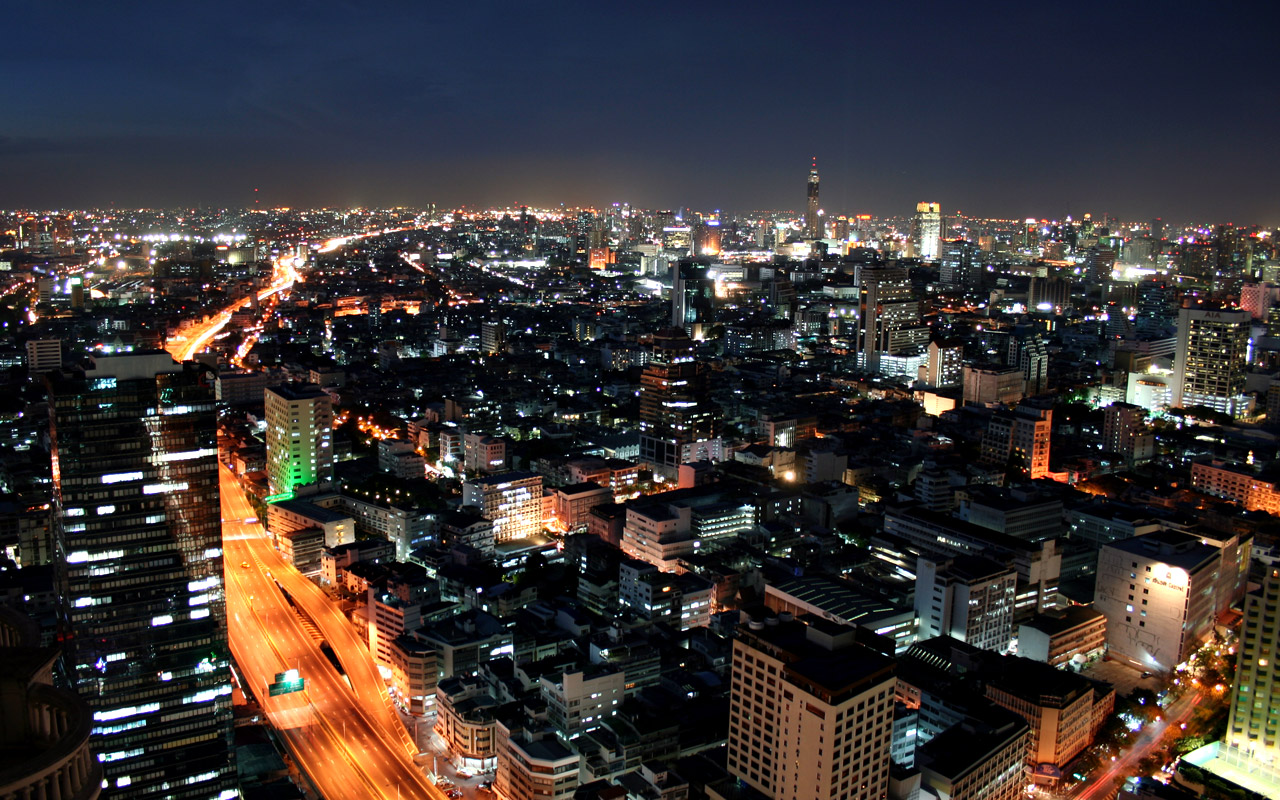
منظر ليلي للعاصمة بانكوك

اقتصاد تايلاند يعتبر من الاقتصاديات الصناعية الحديثة حيث انه يعتمد بشكل كبير على الصادرات التي تمثل 90% من الناتج المحلي الإجمالي في 2019. حيث بلغ إجمالي الناتج المحلي 16.316 تريليون بات (505 مليار دولار أمريكي) في عام 2018، وهو ثامن أكبر اقتصاد في آسيا وفقًا للبنك الدولي. اعتبارًا من عام 2018 بلغ متوسط التضخم في تايلاند 1.06٪ وفائض حساب يبلغ 7.5٪ من الناتج المحلي الإجمالي للبلاد. كان من المتوقع أن يسجل الاقتصاد التايلاندي نموًا بنسبة 3.8٪ في عام 2019. صُنفت عملتها البات التايلاندي على أنها عاشر أكثر عملة مستخدمة في العالم في عام 2017.
قطاعا الصناعة والخدمات هما القطاعات الرئيسية في الناتج المحلي الإجمالي التايلاندي، حيث يمثل الأول 39.2 في المائة من الناتج المحلي الإجمالي. ينتج القطاع الزراعي في تايلاند 8.4 في المائة من الناتج المحلي الإجمالي الذي يعد أقل من قطاعي التجارة واللوجستيات والاتصالات، اللذين يمثلان 13.4 في المائة و9.8 في المائة من الناتج المحلي الإجمالي على التوالي. يضيف قطاع البناء والتعدين 4.3 في المائة إلى الناتج المحلي الإجمالي للبلاد. تمثل قطاعات الخدمات الأخرى (بما في ذلك قطاعات المالية والتعليم والفنادق والمطاعم) 24.9 في المائة من الناتج المحلي الإجمالي للبلاد. الاتصالات وتجارة الخدمات آخذة في الظهور كمراكز للتوسع الصناعي والقدرة التنافسية الاقتصادية.
جاءت تايلند المرتبة 43 في مؤشر الابتكار العالمي عام 2023، وتقدمت مركزين في مؤشر 2024 لتصبح في المركز 41.

## التاريخ

### قبل 1945

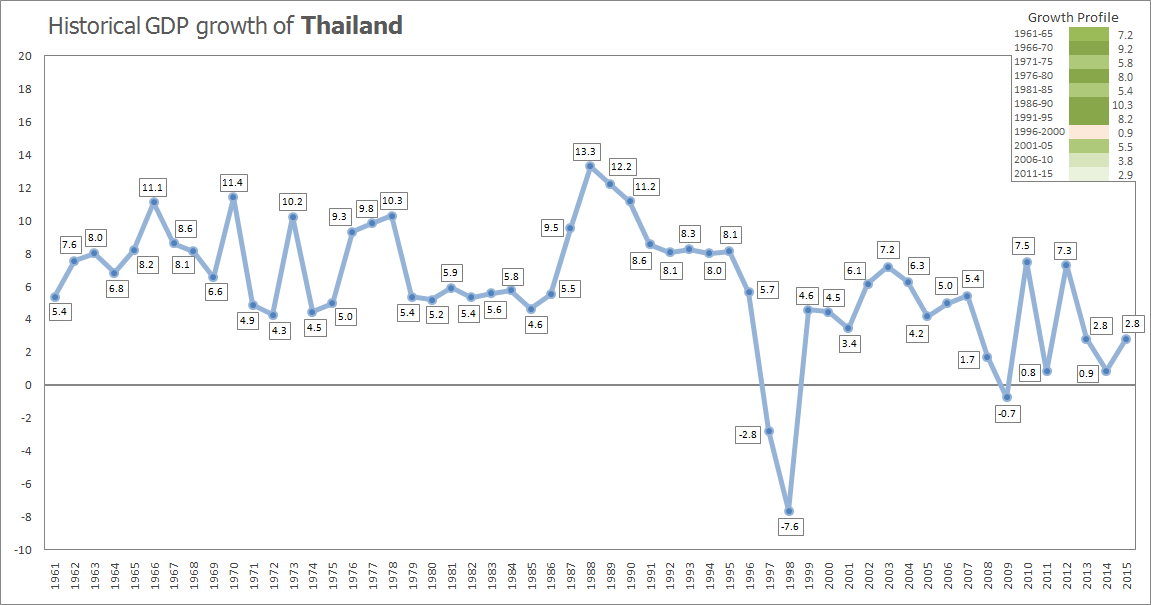
النمو التاريخي للاقتصاد التايلاندي خلال الفترة الممتدة من عام 1961 حتى عام 2015

فُتحت تايلاند -التي كانت تعرف سابقًا باسم سيام- أمام التواصل الخارجي في عصر ما قبل الصناعي. على الرغم من ندرة الموارد في سيام، كانت الموانئ والمدن الساحلية وتلك الموجودة في مصب النهر مراكز اقتصادية في وقت مبكر فرحبت بالتجار من بلاد فارس والدول العربية والهند والصين. ارتبط صعود أيوثايا خلال القرن الرابع عشر بتجديد النشاط التجاري الصيني، وأصبحت المملكة واحدة من أكثر المراكز التجارية ازدهارًا في آسيا.
عندما انتقلت عاصمة المملكة إلى بانكوك خلال القرن التاسع عشر، أصبحت التجارة الخارجية (خاصة مع الصين) محور اهتمام الحكومة. جاء التجار الصينيون إلى تايلاند بغرض التجارة، فاستقر بعضهم في البلاد وتقلدوا مناصب رسمية. أصبح عدد من التجار والمهاجرين الصينيين كبار الشخصيات في البلاط.
منذ منتصف القرن التاسع عشر، كان التجار الأوروبيون نشطين بشكل متزايد. ضمنت معاهدة بورينغ التي وقعت عام 1855، امتيازات التجار البريطانيين. مددت معاهدة هاريس لعام 1856، التي حدَّثت معاهدة روبرتس لعام 1833، نفس الضمانات للتجار الأمريكيين.
تطورت السوق المحلية ببطء، وكانت القنانة أحد الأسباب المحتملة للركود المحلي. كان معظم الذكور في سيام في خدمة مسؤولي البلاط، في حين أن زوجاتهم وبناتهم كن يتداولن عبيدًا في الأسواق المحلية. كان المثقلون بالديون يبيعون أنفسهم عبيدًا. ألغى الملك راما الخامس القنانة والرق عامي 1901 و 1905 على التوالي.
منذ أوائل القرن العشرين حتى نهاية الحرب العالمية الثانية، تدرج اقتصاد سيام نحو العولمة. أصبح رجال الأعمال الرئيسيين من أصل صيني مواطنين سياميين. كانت صادرات المنتجات الزراعية (وخاصة الأرز) مهمة للغاية وكانت تايلاند من بين أكبر مصدّري الأرز في العالم. عانى الاقتصاد السيامي كثيرًا من الكساد الكبير الذي كان سبب ثورة سيام الرئيسي عام 1932.
وضع الاستثمار الكبير في التعليم في ثلاثينيات القرن العشرين (ومرة أخرى في الخمسينيات) الأساس للنمو الاقتصادي، كما فعلت مقاربة البلاد الليبرالية للتجارة والاستثمار.

### بعد 1945

#### 1945 – 1955
لعبت السياسات المحلية والدولية بعد الحرب  العالمية الثانية دورًا مهمًا في التنمية الاقتصادية التايلاندية معظم فترة الحرب الباردة. منذ العام 1945 حتى العام 1947 (عندما لم تكن الحرب الباردة قد بدأت بعد)، عانى الاقتصاد التايلاندي بسبب الحرب العالمية الثانية. خلال الحرب، تحالفت الحكومة التايلاندية بقيادة المارشال لوانج فيبولسونغرام مع اليابان وأعلنت الحرب على الحلفاء. بعد انتهاء الحرب، اضطرت تايلاند إلى توريد 1.5 مليون طن من الأرز إلى الدول الغربية دون رسوم، ما شكل عبئًا على الانتعاش الاقتصادي للبلاد. حاولت الحكومة حل المشكلة عبر إنشاء مكتب أرز للإشراف على تجارة الأرز. خلال هذه الفترة، أُدخل نظام متعدد لسعر الصرف وسط مشاكل مالية، وشهدت المملكة نقصًا في السلع الاستهلاكية.
في نوفمبر من العام 1947، انتهت فترة وجيزة من الديمقراطية بانقلاب عسكري واستعاد الاقتصاد التايلاندي زخمه. في أطروحته، يعتبر سومساك نيلنوبكون الفترة منذ 1947 حتى 1951 فترة ازدهار. بحلول أبريل من العام 1948، عادت الحكومة العسكرية برئاسة فيبولسونغرام، رئيس الوزراء في زمن الحرب، إلى الحكم، لكنه علق وسط صراع على السلطة بين مرؤوسيه. للحفاظ على سلطته، بدأ فيبولسونغرام حملة مناهضة للشيوعية لطلب الدعم من الولايات المتحدة. نتيجة لذلك، بدءًا من العام 1950، تلقت تايلاند مساعدات عسكرية واقتصادية من الولايات المتحدة. أسست حكومة فيبولسونغرام العديد من مؤسسات الدولة، التي كان ينظر إليها على أنها القومية الاقتصادية. سيطرت الدولة (وبيروقراطيوها) على مخصصات رأس المال في المملكة. أطلق أمار سياموالا على هذه الفترة -وهو أحد أبرز الاقتصاديين في تايلاند- تسمية فترة الرأسمالية البيروقراطية.

#### 1955 – 1985
عام 1955، بدأت تايلاند تشهد على تغيير في اقتصادها بدعم من السياسات المحلية والدولية. ازداد الصراع على السلطة بين الفصيلين الرئيسيين في نظام فيبون بقيادة كل من قائد الشرطة فاو سريانوند والجنرال ساريت ثانات، ما حذا بسريونوندا لطلب الدعم من الولايات المتحدة دون جدوى لتنفيذ انقلاب ضد نظام فيبولسونغرام. حاول فيبولسونغرام دفع نظامه باتجاه الديموقراطية، وسعى للحصول على دعم شعبي عبر تطوير الاقتصاد. لجأ مرة أخرى إلى الولايات المتحدة، طالبًا المساعدة الاقتصادية هذه المرة بدل المساعدة العسكرية. ردت الولايات المتحدة بمساعدة اقتصادية غير مسبوقة للمملكة منذ 1955 حتى 1959. هذا وقامت حكومة فيبولسونغرام بتغييرات مهمة في السياسات المالية للبلاد، بما في ذلك إلغاء نظام سعر الصرف المتعدد لصالح نظام ثابت وموحد كان مستخدمًا حتى عام 1984. قامت الحكومة أيضًا بتحييد التجارة وفتحت قنوات دبلوماسية سرية مع جمهورية الصين الشعبية، ما أثار استياء الولايات المتحدة.
على الرغم من محاولاته للحفاظ على السلطة، عُزل لوانج فيبولسونغرام (مع المشير فين تشونهافان وقائد الشرطة فاو سريانوند) في 16 سبتمبر من العام 1957 في انقلاب بقيادة المشير ساريت ثانارات. حافظ نظام ثاناراتت (استلم السلطة منذ 1957 حتى 1973) على المسار الذي حدده نظام فيبولسونغرام بدعم أمريكي بعد قطع جميع العلاقات مع جمهورية الصين الشعبية ودعم العمليات الأمريكية في الهند الصينية. طور هذا النظام البنية التحتية للبلاد وخصخص مؤسسات الدولة غير المرتبطة بتلك البنية التحتية. خلال هذه الفترة، أنشئ عدد من المؤسسات الاقتصادية، بما في ذلك مكتب الميزانية ومكتب المجلس الوطني للتنمية الاقتصادية والاجتماعية، ومجلس الاستثمار التايلاندي. نُفذت خطة التنمية الاقتصادية والاجتماعية الوطنية عام 1961. خلال هذه الفترة، أدى التصنيع الموجه للسوق الذي استبدل الاستيراد إلى التوسع الاقتصادي في المملكة خلال الستينيات. بحسب مقالة الشؤون الخارجية للرئيس السابق ريتشارد نيكسون عام 1967، دخلت تايلاند في فترة نمو سريع عام 1958 (بمتوسط معدل نمو يبلغ سبعة في المئة سنويًا).
منذ السبعينيات حتى العام 1984، عانت تايلاند من العديد من المشاكل الاقتصادية: انخفاض الاستثمار الأمريكي وعجز في الميزانية وارتفاع أسعار النفط والتضخم، وكانت السياسات المحلية أيضًا غير مستقرة. مع الاحتلال الفيتنامي لكمبوديا في 25 ديسمبر 1978، أصبحت تايلاند رأس الحربة في النضال ضد الشيوعية، وتحيط بها ثلاث دول شيوعية وبورما الاشتراكية بقيادة الجنرال ني وين. حاولت الحكومات المتعاقبة حل المشكلات الاقتصادية عبر تعزيز الصادرات والسياحة اللتان ما تزالان مهمتان للاقتصاد التايلاندي حتى يومنا هذا.
اتُخذت أحد أفضل التدابير المعروفة للتعامل مع المشاكل الاقتصادية في ذلك الوقت في ظل حكومة الجنرال بريم تينسولانوندا التي بقيت في السلطة منذ 1980 حتى 1988. بين عامي 1981 و 1984، خفضت الحكومة قيمة العملة الوطنية، البات التايلاندي، ثلاث مرات. في 12 مايو 1981، خفضت قيمة العملة بنسبة 1.07% من 20.775 بات تايلاندي / دولار أمريكي إلى 21 بات تايلاندي / دولار أمريكي. في 15 يوليو 1981، خفضت قيمة العملة مرة أخرى، هذه المرة بنسبة 8.7% (من 21 بات تايلاندي / دولار أمريكي إلى 23 بات تايلاندي / دولار أمريكي). وكان التخفيض الثالث للعملة، في 5 نوفمبر 1984، هو الأكثر أهمية إذ بلغ 15%،  من 23 بات تايلاندي / دولار أمريكي إلى 27 بات تايلاندي / دولار أمريكي. هذا واستبدلت الحكومة سعر الصرف الثابت للبلاد (إذ كان مربوطًا بالدولار الأمريكي) بنظام ربط بسلة العملات حمل فيها الدولار الأمريكي 80% من الوزن. حسب قاعدة بيانات آفاق الاقتصاد العالمي لصندوق النقد الدولي، كان متوسط معدل نمو الناتج المحلي للاقتصاد التايلندي في الفترة 1980-1984 يبلغ 5.4%.

## اتجاه الاقتصاد الكلي
هذا هو الاتجاه رسما بيانيا من الناتج المحلي الإجمالي بأسعار السوق تايلاند من قبل صندوق النقد الدولي مع الأرقام الواردة في الملايين من البات التايلاندي.
| السنة | الناتج المحلي الإجمالي | سعر الصرف مقابل دولار | مؤشر التضخم | نصيب الفرد من الناتج المحلي (كنسبة مئوية) | نصيب الفرد من الناتج المحلي الإجمالي |
| ----- | ---------------------- | --------------------- | ----------- | ----------------------------------------- | ------------------------------------ |
| 1980  | 662,482                | 20.47 بات             | 41          | 5.67                                      | 8.89                                 |
| 1985  | 1,056,496              | 27.15 بات             | 52          | 4.24                                      | 9.30                                 |
| 1990  | 2,191,100              | 25.58 بات             | 54          | 6.54                                      | 12.54                                |
| 1995  | 4,186,212              | 24.91 بات             | 68          | 10.17                                     | 17.12                                |
| 2000  | 4,922,731              | 40.11 بات             | 83          | 5.65                                      | 14.20                                |
| 2005  | 6,924,273              | 41.02 بات             | 93          | 8.45                                      | 16.71                                |
| 2010  | 10,102,986             | 31.50 بات             | 108         | 10.56                                     | 19.43                                |

يوضح الجدول التالي المؤشرات الاقتصادية الرئيسية في 1980-2021 (مع تقديرات خبراء صندوق النقد الدولي في 2022-2027). التضخم أقل من 5٪ باللون الأخضر.
| السنة | الناتج المحلي الإجمالي (بملايين الدولارات الأمريكية، تعادل القوة الشرائية) | نصيب الفرد من الناتج المحلي الإجمالي (بالدولار الأمريكي تعادل القوة الشرائية) | الناتج المحلي الإجمالي (بملايين الدولارات الأمريكية، الاسمي) | نصيب الفرد من الناتج المحلي الإجمالي (بالدولار الأمريكي، الاسمي) | النمو  | التضخم (نسبة مئوية) | التضخم (نسبة مئوية) | الدين الحكومي (نسبة مئوية من الناتج المحلي الإجمالي) |
| ----- | -------------------------------------------------------------------------- | ----------------------------------------------------------------------------- | ------------------------------------------------------------ | ---------------------------------------------------------------- | ------ | ------------------- | ------------------- | ---------------------------------------------------- |
| 1980  | 74.7                                                                       | 1,576.1                                                                       | 33.4                                                         | 705.5                                                            | ▲4.6%  | 19.7%               | غير معورف           | غير معورف                                            |
| 1981  | ▲86.6                                                                      | ▲1,791.2                                                                      | ▲36.0                                                        | ▲744.9                                                           | ▲5.9%  | 12.7%               | غير معورف           | غير معورف                                            |
| 1982  | ▲96.8                                                                      | ▲1,965.9                                                                      | ▲37.8                                                        | ▲767.4                                                           | ▲5.4%  | 5.3%                | غير معورف           | غير معورف                                            |
| 1983  | ▲106.2                                                                     | ▲2,117.4                                                                      | ▲41.4                                                        | ▲824.4                                                           | ▲5.6%  | ▲3.7%               | غير معورف           | غير معورف                                            |
| 1984  | ▲116.4                                                                     | ▲2,278.4                                                                      | ▲43.2                                                        | ▲845.1                                                           | ▲5.8%  | ▲0.8%               | غير معورف           | غير معورف                                            |
| 1985  | ▲125.7                                                                     | ▲2,415.5                                                                      | ▼40.2                                                        | ▼772.4                                                           | ▲4.6%  | ▲2.4%               | غير معورف           | غير معورف                                            |
| 1986  | ▲135.3                                                                     | ▲2,553.7                                                                      | ▲44.5                                                        | ▲840.3                                                           | ▲5.5%  | ▲1.8%               | غير معورف           | غير معورف                                            |
| 1987  | ▲151.8                                                                     | ▲2,814.7                                                                      | ▲52.2                                                        | ▲967.7                                                           | ▲9.5%  | ▲2.5%               | غير معورف           | غير معورف                                            |
| 1988  | ▲178.1                                                                     | ▲3,244.3                                                                      | ▲63.7                                                        | ▲1,160.5                                                         | ▲13.3% | ▲3.9%               | غير معورف           | غير معورف                                            |
| 1989  | ▲207.6                                                                     | ▲3,722.9                                                                      | ▲74.6                                                        | ▲1,338.3                                                         | ▲12.2% | 5.4%                | غير معورف           | غير معورف                                            |
| 1990  | ▲240.4                                                                     | ▲4,251.2                                                                      | ▲88.5                                                        | ▲1,564.2                                                         | ▲11.6% | 5.8%                | غير معورف           | غير معورف                                            |
| 1991  | ▲269.5                                                                     | ▲4,708.1                                                                      | ▲101.2                                                       | ▲1,769.0                                                         | ▲8.4%  | 5.7%                | غير معورف           | غير معورف                                            |
| 1992  | ▲301.0                                                                     | ▲5,207.2                                                                      | ▲115.6                                                       | ▲1,999.2                                                         | ▲9.2%  | ▲4.1%               | غير معورف           | غير معورف                                            |
| 1993  | ▲334.9                                                                     | ▲5,740.8                                                                      | ▲128.9                                                       | ▲2,209.4                                                         | ▲8.7%  | ▲3.3%               | غير معورف           | غير معورف                                            |
| 1994  | ▲369.4                                                                     | ▲6,274.5                                                                      | ▲146.7                                                       | ▲2,491.4                                                         | ▲8.0%  | 5.1%                | غير معورف           | غير معورف                                            |
| 1995  | ▲407.8                                                                     | ▲6,857.3                                                                      | ▲169.3                                                       | ▲2,846.6                                                         | ▲8.1%  | 5.8%                | غير معورف           | غير معورف                                            |
| 1996  | ▲438.7                                                                     | ▲7,296.2                                                                      | ▲183.0                                                       | ▲3,044.0                                                         | ▲5.7%  | 5.8%                | غير معورف           | 15.2%                                                |
| 1997  | ▼434.0                                                                     | ▼7,132.7                                                                      | ▼150.2                                                       | ▼2,468.2                                                         | ▼-2.8% | 5.6%                | غير معورف           | 40.5%                                                |
| 1998  | ▼405.4                                                                     | ▼6,582.4                                                                      | ▼113.7                                                       | ▼1,845.8                                                         | ▼-7.6% | 8.0%                | غير معورف           | 49.9%                                                |
| 1999  | ▲429.9                                                                     | ▲6,900.4                                                                      | ▲126.5                                                       | ▲2,031.2                                                         | ▲4.6%  | ▲0.2%               | غير معورف           | 56.6%                                                |
| 2000  | ▲459.2                                                                     | ▲7,294.6                                                                      | ▼126.1                                                       | ▼2,003.6                                                         | ▲4.5%  | ▲1.7%               | غير معورف           | 57.8%                                                |
| 2001  | ▲485.7                                                                     | ▲7,644.6                                                                      | ▼120.1                                                       | ▼1,890.3                                                         | ▲3.4%  | ▲1.6%               | 3.3%                | 57.5%                                                |
| 2002  | ▲523.6                                                                     | ▲8,173.0                                                                      | ▲134.2                                                       | ▲2,094.3                                                         | ▲6.1%  | ▲0.7%               | 2.4%                | 54.9%                                                |
| 2003  | ▲572.4                                                                     | ▲8,866.9                                                                      | ▲152.1                                                       | ▲2,357.0                                                         | ▲7.2%  | ▲1.8%               | 2.2%                | 47.5%                                                |
| 2004  | ▲624.7                                                                     | ▲9,611.3                                                                      | ▲172.8                                                       | ▲2,657.9                                                         | ▲6.3%  | ▲2.8%               | 2.1%                | 46.3%                                                |
| 2005  | ▲671.3                                                                     | ▲10,261.3                                                                     | ▲189.1                                                       | ▲2,890.5                                                         | ▲4.2%  | ▲4.5%               | 1.9%                | 45.5%                                                |
| 2006  | ▲726.3                                                                     | ▲11,036.6                                                                     | ▲221.6                                                       | ▲3,366.8                                                         | ▲5.0%  | ▲4.7%               | 1.5%                | 39.2%                                                |
| 2007  | ▲786.5                                                                     | ▲11,884.2                                                                     | ▲263.0                                                       | ▲3,974.0                                                         | ▲5.4%  | ▲2.2%               | 1.4%                | 36.0%                                                |
| 2008  | ▲815.4                                                                     | ▲12,256.5                                                                     | ▲291.0                                                       | ▲4,373.5                                                         | ▲1.7%  | 5.5%                | 1.4%                | 34.9%                                                |
| 2009  | ▼815.0                                                                     | ▼12,188.3                                                                     | ▼281.4                                                       | ▼4,208.4                                                         | ▼-0.7% | ▲-0.9%              | 1.5%                | 42.4%                                                |
| 2010  | ▲886.8                                                                     | ▲13,196.8                                                                     | ▲340.9                                                       | ▲5,073.7                                                         | ▲7.5%  | ▲3.3%               | 1.1%                | 39.8%                                                |
| 2011  | ▲912.8                                                                     | ▲13,519.1                                                                     | ▲370.9                                                       | ▲5,493.7                                                         | ▲0.8%  | ▲3.8%               | 0.7%                | 39.1%                                                |
| 2012  | ▲1,008.8                                                                   | ▲14,871.0                                                                     | ▲397.7                                                       | ▲5,863.0                                                         | ▲7.2%  | ▲3.0%               | 0.7%                | 41.9%                                                |
| 2013  | ▲1,049.9                                                                   | ▲15,407.7                                                                     | ▲420.4                                                       | ▲6,168.7                                                         | ▲2.7%  | ▲2.2%               | 0.7%                | 42.2%                                                |
| 2014  | ▲1,059.4                                                                   | ▲15,480.2                                                                     | ▼407.4                                                       | ▼5,952.4                                                         | ▲1.0%  | ▲1.9%               | 0.8%                | 43.3%                                                |
| 2015  | ▲1,087.2                                                                   | ▲15,822.4                                                                     | ▼401.1                                                       | ▼5,837.8                                                         | ▲3.1%  | ▲-0.9%              | 0.9%                | 42.6%                                                |
| 2016  | ▲1,146.0                                                                   | ▲16,616.2                                                                     | ▲413.5                                                       | ▲5,995.2                                                         | ▲3.4%  | ▲0.2%               | 1.0%                | 41.7%                                                |
| 2017  | ▲1,205.8                                                                   | ▲17,423.0                                                                     | ▲456.5                                                       | ▲6,596.2                                                         | ▲4.2%  | ▲0.7%               | 1.2%                | 41.8%                                                |
| 2018  | ▲1,286.8                                                                   | ▲18,533.9                                                                     | ▲506.5                                                       | ▲7,296.0                                                         | ▲4.2%  | ▲1.1%               | 1.1%                | 41.9%                                                |
| 2019  | ▲1,338.0                                                                   | ▲19,216.9                                                                     | ▲544.0                                                       | ▲7,813.6                                                         | ▲2.2%  | ▲0.7%               | 1.0%                | 41.1%                                                |
| 2020  | ▼1,270.2                                                                   | ▼18,197.9                                                                     | ▼499.8                                                       | ▼7,159.7                                                         | ▼-6.2% | ▲-0.8%              | 2.0%                | 49.5%                                                |
| 2021  | ▲1,343.3                                                                   | ▲19,203.3                                                                     | ▲505.9                                                       | ▲7,232.3                                                         | ▲1.5%  | ▲1.2%               | 1.5%                | 58.4%                                                |
| 2022  | ▲1,479.6                                                                   | ▲21,114.2                                                                     | ▲534.8                                                       | ▲7,630.9                                                         | ▲2.8%  | 6.3%                | 1.0%                | 61.5%                                                |
| 2023  | ▲1,589.3                                                                   | ▲22,644.8                                                                     | ▲580.7                                                       | ▲8,273.9                                                         | ▲3.7%  | ▲2.8%               | 1.0%                | 61.4%                                                |
| 2024  | ▲1,680.3                                                                   | ▲23,912.8                                                                     | ▲597.6                                                       | ▲8,504.4                                                         | ▲3.6%  | ▲1.5%               | 1.0%                | 61.3%                                                |
| 2025  | ▲1,768.3                                                                   | ▲25,142.7                                                                     | ▲640.2                                                       | ▲9,103.0                                                         | ▲3.3%  | ▲2.3%               | 1.0%                | 60.9%                                                |
| 2026  | ▲1,859.5                                                                   | ▲26,424.0                                                                     | ▲673.0                                                       | ▲9,562.9                                                         | ▲3.2%  | ▲2.0%               | 1.0%                | 59.3%                                                |
| 2027  | ▲1,953.0                                                                   | ▲27,743.5                                                                     | ▲732.2                                                       | ▲10,401.9                                                        | ▲3.0%  | ▲2.0%               | 1.0%                | 59.5%                                                |